# Sabicea mildbraedii
Sabicea mildbraedii är en måreväxtart som beskrevs av Herbert Fuller Wernham. Sabicea mildbraedii ingår i släktet Sabicea och familjen måreväxter. Inga underarter finns listade i Catalogue of Life.